# کوین مونزالو
کوین مونزالو (انگلیسی: Kévin Monzialo؛ زادهٔ ۲۸ ژوئیهٔ ۲۰۰۰) بازیکن فوتبال اهل فرانسه است.
از باشگاه‌هایی که در آن بازی کرده‌است می‌توان به باشگاه فوتبال یوونتوس اشاره کرد.